# Nematus parviserratus
Nematus parviserratus är en stekelart som först beskrevs av Lindqvist 1944.  Nematus parviserratus ingår i släktet Nematus, och familjen bladsteklar. Arten är reproducerande i Sverige.